# Orrkagyló
Az orrsövény által két, nagyjából szimmetrikus orrfélre osztott orrüreg oldalai nem sima, függőleges falak. Mindkét orrfél oldalsó falán három darab benyúló, nyálkahártyával fedett csontos lemez található. Ezeket orrkagylóknak hívjuk, mivel a csontos lemezek alakja leginkább a kagylókhoz hasonlít. A szerepük abban áll, hogy megnövelik az orrüregi nyálkahártyafelszínt, ezáltal még inkább felmelegszik és párásabb lesz az alsóbb légutakba kerülő levegő. Emellett a felszínükön lévő nyák a szennyeződés megkötésében is szerepet játszik. Ezek a folyamatok az alsóbb légutak védelmét szolgálják.
Rövidítések:
- IT (inferior turbinate): alsó orrkagyló
- MT (middle turbinate): középső orrkagyló
- ST (superior turbinate): felső orrkagyló